# Distretto di Hayrat
Il distretto di Hayrat (in turco Hayrat ilçesi) è uno dei distretti della provincia di Trebisonda, in Turchia.